# 알프마리팀주의 캉통
프랑스 알프마리팀주에는 총 27개의 캉통이 속해 있다. 2015년 3월 행정구역 총개편으로 인해 현재는 다음과 같이 설치되어 있다.
- 앙티브 1
- 앙티브 2
- 앙티브 3
- 보졸렐
- 카뉴쉬르메르 1
- 카뉴쉬르메르 2
- 칸 1
- 칸 2
- 르카네
- 콩트
- 그라스 1
- 그라스 2
- 망들리외라나풀
- 망통
- 니스 1
- 니스 2
- 니스 3
- 니스 4
- 니스 5
- 니스 6
- 니스 7
- 니스 8
- 니스 9
- 투레트레방
- 방스
- 빌뇌브루베